# Vít Jedlička
Vít Jedlička (Pronunciació en txec: [ˈviːt ˈjɛdlitʃkʌ]), (Hradec Králové, República Txeca, 6 de setembre del 1983) és un polític txec, publicista i activista.
És el president del Partit de Ciutadans Lliures a la Regió de Hradec Králové de la República Txeca. El 13 d'abril de 2015 fundà la micronació autoproclamada de Liberland.

## Vida privada
Vít Jedlička estudià a la University of Economics de Praga i es graduà el 2009. Després cursà un màster al CEVRO Institut, on acabà els estudis el 2014. Des de l'any 2003 ha treballat en empreses dedicades a les tecnologies de la informació. El 2013 i 2014 també treballà com a analista de mercats financers.

## Política
El 2001 fou membre del Partit Democràtic Cívic. Des del 2009 és membre del Partit de Ciutadans Lliures, any en què també va ser elegit com a primer president del partit a la regió de Hradec Králové.

### Ideologia
Jedlička es considera a si mateix un liberal llibertari, partidari de la llibertat individual i de la menor participació possible per part de l'estat. La seva ideologia és semblant a la del polític estatunidenc Ron Paul.
Jedička és euroescèptic. Remarca la gran diferència entre el mercat lliure i el mercat intern, en el dèficit democràtic de la Unió Europea i l'abús comú de normes per part de les institucions europees i estats membres. Jedlička arribà a qualificar el Mecanisme Europeu d'Estabilització de protectorat.

### Liberland
El 13 d'abril del 2015, Vít Jedlička proclamà la independència de la República Lliure de Liberland, situada en un territori entre Sèrbia i Croàcia no reclamat per cap d'aquests dos estats, i n'esdevingué el primer president.